# 何国琦
何国琦（1934年—2017年7月16日），男，浙江余姚人，中国构造地质学家，曾任北京大学教授、博士生导师。